# Burggraafschap Friedberg

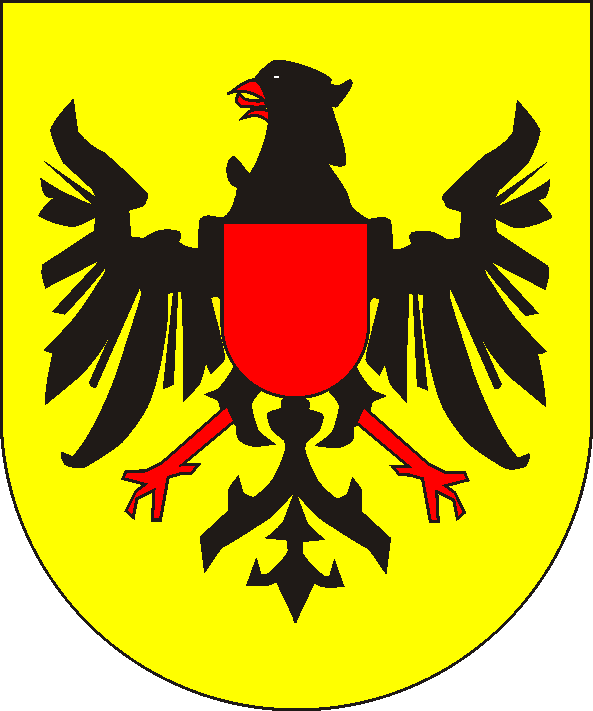
Burggraafschap (1806)

Friedberg was een burggraafschap binnen het Heilige Roomse Rijk.
Friedberg (Hessen) was oorspronkelijk een onderdeel van het Romeinse verdedigingssysteem. In 1216 wordt de rijksburcht Friedberg voor het eerst vermeld. Hij speelt een rol in de politiek van de Hohenstaufen. De stad Friedberg werd waarschijnlijk omstreeks 1170 gesticht door keizer Frederik I Barbarossa. De stad viel oorspronkelijk onder het bestuur van de burggraaf, maar sinds 1245 waren er afzonderlijke zegels en gerechten voor de burcht en de rijksstad Friedberg. De burggraaf werd door de keizer benoemd en de dienstmannen uit de Wetterau stonden tot zijn beschikking. Later hadden deze dienstmannen hun eigen woningen binnen de burcht. Na de ondergang van de Hohenstaufen nam de macht van de stad ten koste van de burcht toe.
In 1306 gaf koning Albrecht I de burcht een deel van haar belang terug. Hij stelde zes van burgmannen aan in de stadsraad en stelde de burggraaf aan tot opperste rechter. Verder benoemde de burggraaf voortaan de schout en kreeg de burcht een gebied voor haar zuidelijke poort terug van de stad.
Toen keizer Karel IV in 1349 de stad verpandde, kocht de burcht stap voor stap de pandschap op, zodat de stad in de macht van de burcht kwam. Sinds 1483 was de stad gedwongen de burggraaf te huldigen. 
Een kleine nederzetting aan de voet van de berg, waarop de burcht staat, kreeg in 1388 van koning Wenzel stadsrechten, maar werd uitdrukkelijk onderworpen aan de burcht. In 1405 verwief de burcht een aandeel in het gemeenschappelijk bezit (Ganerbschaft) van Staden. In 1475 bevestigde keizer Frederik III de heerschappij over het gerecht Kaichen, waartoe 20 dorpen behoorden. 
In de veertiende eeuw kreeg de burcht een eigen wetgeving en veranderde in een soort adelsrepubliek. De regering werd gevormd door de burggraaf en 12 regerende burgmannen die gekozen werden door alle burgmannen. De keizer bleef slechts het bevestigingsrecht van de gekozen burggraaf behouden. Van 1492 tot 1729 was de burggraaf de leider van de ridderschap in de Wetterau en van 1532 tot 1764 de hoofdman van de rijksridderschap van de Middel-Rijn.
In 1801 werd het burgmanschap opgeheven. In 1803 ging de landshoogheid over het klooster Ilbenstadt verloren, doordat dit klooster door de Reichsdeputationshauptschluss aan Leiningen-Westerburg werd overgedragen.
De burcht werd op 20 januari 1804 bezet door het landgraafschap Hessen-Darmstadt, dat in 1803 de rijksstad al in bezit genomen had.
Artikel 21 van de Rijnbondakte van 12 juli 1806 stelde het burggraafschap onder de soevereiniteit van het groothertogdom Hessen tot de dood van de laatste burggraaf. Daarna kwam het volledige eigendom aan het groothertogdom.